# Saint-Ybard
Saint-Ybard korábbi község Franciaországban, Corrèze megyében. 2025. január 1-jén Saint-Martin-Sepert és Saint-Pardoux-Corbier korábbi községekkel egyesült és az így létrejött Les Trois-Saints új község része lett.
Lakosainak száma 717 fő (2022. január 1.). Saint-Ybard Benayes, Condat-sur-Ganaveix, Salon-la-Tour, Uzerche és Vigeois községekkel határos.

## Népesség
A település népessége az elmúlt években az alábbi módon változott:
| Lakosok száma | 770  | 660  | 591  | 643  | 662  | 680  | 685  | 701  | 694  | 717  |
|               | 1968 | 1982 | 1990 | 2006 | 2013 | 2015 | 2017 | 2019 | 2020 | 2022 |